# Ablaufanalyse
Unter Ablaufanalyse versteht man nach REFA die Untersuchung eines Arbeitsablaufs und seine Darstellung durch
- Beschreibung (zum Beispiel Zeitstudie)
- Bildern (zum Beispiel einer räumlichen Darstellung des Materialflusses – Materialflussdiagramm)
- in Symbolen (zum Beispiel Netzplan)[1].